# Protodendron verseveldti
Protodendron verseveldti is een zachte koraalsoort uit de familie Alcyoniidae. De koraalsoort komt uit het geslacht Protodendron. Protodendron verseveldti werd in 1995 voor het eerst wetenschappelijk beschreven door Bayer. 